# Церковь Энгельбректа
Церковь Энгельбректа (швед. Engelbrektskyrkan) — протестантский храм (Церковь Швеции) в Стокгольме, построенный в начале XX века в стиле модерн.
Согласно параграфу 3 закона о культурном наследии, церковь имеет статус памятника культурного наследия как построенная до 1939 года.
Церковь названа в честь национального героя Энгельбректа.
Башня церкви достигает 73 метров в высоту.
Оригинальное оформление алтаря — композиция с семью серебряными дисками — выполнено скульптором Ольгой Ланнер.

## Краткая хронология
- 1905—1906 — архитектурный конкурс на лучший проект нового храма.
- 1910—1914 — постройка церкви
- 1914 — 25 января состоялось торжественное освящение церкви в присутствии короля Густава V.
- 1926—1929 — построен орган
- 1952 — восстановлены фрески над главным входом, в 1956 году восстановлен фасад церкви.
- 1958—1961 — спроектирован и построен колумбарий
- 1960—1964 — ремонт органа
- 1965—1968 — ремонт крыши, башен, фасада церкви, ризницы и часовни на кладбище.
- 1992—1993 — полная реконструкция и модернизация церкви, включая оборудование.
- 2003—2004 — модернизация внешнего освещения